# Pierre Devambez
Pour les articles homonymes, voir Devambez (homonymie).
Pierre Devambez (Paris, 19 novembre 1902 - Paris, 14 janvier 1980) est un helléniste, archéologue et historien de l'art grec français.

## Biographie
Fils d'André Devambez, il entre à l'École normale supérieure en 1922 et obtient l'agrégation de lettres en 1926. Membre de l'École française d'Athènes (1928-1933) et de l'Institut français d'archéologie à Istanbul (1933-1937), il séjourne à Istanbul de 1933 à 1937 et y rédige le Catalogue des Grands Bronzes.
De 1929 à 1933, il dirige les fouilles de Thasos, ce qu'il fera de nouveau en 1953-1954, puis les fouilles du sanctuaire de Sinuri en Carie (1935-1938). Il participe aussi aux travaux de Xanthos (1950) et, de 1961 à 1963, à celles de Laodicée du Lycos.
Conservateur puis conservateur en chef du Département des antiquités grecques et romaines au musée du Louvre à partir de 1937, il se charge aussi d'un cours de céramique grecque à l'École du Louvre. Assurant des cours à l’École normale supérieure (1954), il fait déplacer le séminaire d'archéologie classique dans les salles du Louvre.
En 1965 il succéda à Jean Charbonneaux et fut lui-même remplacé par Georges Ville au Département des antiquités grecques et romaines au musée du Louvre.
Directeur d'un séminaire de religion grecque archaïque et classique à l’École pratique des hautes études (1961-1967), il est élu membre de l'Académie des inscriptions et belles-lettres en 1970 et sera président de la commission internationale du Corpus vasorum antiquorum.

## Publications
- Un quartier romain à Thasos (fouilles de 1925 à 1931), 1932.
- Grands Bronzes du musée de Stamboul, 1937.
- La Sculpture grecque, 1939.
- Sculptures thasiennes, in Bulletin de correspondance hellénique, 1942.
- Le style grec, Larousse, 1944.
- L'Art du siècle de Périclès, 1955.
- Le Sanctuaire de Sinuri près de Mylasa, avec E. Haspels, 1959.
- Sculptures grecques, 1960.
- Bas-relief de Téos, 1962.
- La Peinture grecque, 1962.
- Dictionnaire de la civilisation grecque, avec R. Flacelière, P. M. Schuhl, R. Martin, 1966.
- Le monde non-chrétien, Gallimard, 1983.
- Grèce, Hachette, 1978.